# Казино Вецани (Кјети)
Казино Вецани (итал. Casino Vezzani) је насеље у Италији у округу Кјети, региону Абруцо.
Према процени из 2011. у насељу је живело 101 становника. Насеље се налази на надморској висини од 173 м.